# Вильчес, Андрес
Андрес Алехандро Вильчес Аранеда (исп. Andrés Alejandro Vilches Araneda; 14 января 1992, Талькауано, Чили) — чилийский футболист, нападающий клуба «Унион Ла-Калера» и сборной Чили, выступающий на правах аренды за клуб «Палестино».

## Клубная карьера
Вильчес — воспитанник клуба «Уачипато». 23 октября 2010 года в матче против «Универсидад де Консепсьон» он дебютировал в чилийской Примере. В начале 2013 года Андрес для получения игровой практики был на правах аренды отдан в «Барнечеа». 12 февраля в матче против «Курико Унидо» он дебютировал в чилийской Примере B. Вторую часть сезона Вильчес провел в аренде в «Депортес Вальдивия». Летом 2014 года он вернулся в «Уачипато». 26 июля в поединке против «Универсидад де Консепсьон» Андрес забил свой первый гол за команду. В том же году забив пять мячей в ворота боливийского «Сан-Хосе», «Универсидад Католика» и бразильского «Сан-Паулу» он стал лучшим бомбардиром Южноамериканского кубка.
Летом 2015 года Вильчес перешёл в «Коло-Коло». 25 июля в матче против «Унион Эспаньола» он дебютировал за новый клуб. 23 января 2016 года в поединке против «Аудакс Итальяно» Андрес забил свой первый гол за «Коло-Коло». В составе клуба он дважды выиграл чемпионат.
В начале 2018 года Вильчес на правах аренды перешёл в «Универсидад Католика». 17 февраля в матче против «Эвертона» из Винья-дель-Мар он дебютировал за новую команду. 21 октября в поединке против «Универсидад де Консепсьон» Андрес забил свой первый гол за «Универсидад Католика».

## Международная карьера
29 января 2015 года в товарищеском матче против сборной США Вильчес дебютировал за сборную Чили.

## Достижения
Командные
 «Коло-Коло»
- Чемпион Чили (2) — Апертура 2015, 2017
- ОбладательКубка Чили — 2016
- Обладатель Суперкубка Чили — 2017